# ShibuyaK / さみしいかみさま
「ShibuyaK / さみしいかみさま」（シブヤケイ / さみしいかみさま）は、DAOKOのメジャー移籍後1枚目の両A面シングル。2015年10月21日にTOY'S FACTORYから発売された。このCDの発売に併せて公開されたアーティスト写真と表題曲『ShibuyaK』のミュージック・ビデオ（MV）で、これまで顔を見せずに活動してきたDAOKOの素顔が初めて全面的に公開された。

## 概要
今作品のパッケージは初回限定盤A（CD+DVD）、初回限定盤B（CD+DVD）、通常盤（CDのみ）の3形態でリリースされた。初回限定盤Aの特典DVDには「日本アニメ（ーター）見本市 サードシーズン 吉崎響×DAOKO企画『GIRL』」のアニメーションMV(フルバージョン)を収録。初回限定盤Bの特典DVDには児玉裕一監督作品『ShibuyaK』MV(フルバージョン)と2015年08月17日に渋谷WWWで行われた初ワンマンライブより『ぼく』、『きみ』、『ShibuyaK』のライブ映像が収録されている。また、初回限定盤Aは『GIRL』のキャラクターデザインを務めた井関修一描き下ろしによるジャケットを使用したスペシャル・パッケージ仕様、初回限定盤BはDAOKO撮影による渋谷の街のスナップ写真入り歌詞カードが封入されたスペシャル・パッケージ仕様となっている。2015年10月期スペースシャワーTVPOWER PUSH!紹介曲。

## 収録曲
全曲 作詞：DAOKO / 作曲：DAOKO・小島英也（ORESAMA） / 編曲：小島英也（ORESAMA）

### 初回限定盤A（CD+DVD）
規格番号：TFCC-89576 
ディスク1（CD）
1. さみしいかみさま
2. ゆめみてたのあたし
3. ShibuyaK

ディスク2（DVD）
1. 日本アニメ（ーター）見本市 サードシーズン 吉崎響×DAOKO企画「GIRL」

※SPECIAL PACKAGE：日本アニメ（ーター）見本市 アニメーション仕様

### 初回限定盤B（CD+DVD）
規格番号：TFCC-89577 
ディスク1（CD）
1. ShibuyaK
2. さみしいかみさま
3. ゆめみてたのあたし

ディスク2（DVD）
1. ShibuyaK（MUSIC VIDEO）
2. ぼく -8/17 DAOKO THE LIVE！より-
3. きみ -8/17 DAOKO THE LIVE！より-
4. ShibuyaK -8/17 DAOKO THE LIVE！より-

※SPECIAL PACKAGE：DAOKO撮影 ShibuyaBook仕様

### 通常盤（CD）
規格番号：TFCC-89578
ディスク1（CD）
1. ShibuyaK
2. さみしいかみさま
3. ゆめみてたのあたし

## スタッフ
- プロデューサー：川村元気
- アートディレクター：針谷建二郎（ANSWR）
- デザイン：本忠学（ANSWR）
- フォトグラファー：亀井隆司（W）
- スタイリスト：伊賀大介
- ヘアメイクアップアーティスト：稲垣亮弐（maroonbrand）
- デジタルクリエーター / レタッチャー：磯田雄三
- エグゼクティブ・プロデューサー：稲葉貢一（TOY'S FACTORY）・針谷建二郎（2.5D）

【ShibuyaK / さみしいかみさま / ゆめみてたのあたし】
- サウンド・プロデューサー：片寄明人（GREAT3、Chocolat & Akito）
- レコーディング / ミキシングエンジニア：浦本雅史（SOI）
  - レコーディング：マルニスタジオ・青葉台スタジオ
  - ミキシング：ソイスタジオ
- マスタリング・エンジニア：Tom Coyne（Sterling Sound）

【「ShibuyaK」 MUSIC VIDEO】
- ディレクター：児玉裕一
- シネマトグラファー：近藤哲也
- ライティング：溝口知
- スタイリスト：伊賀大介
- ヘアメイクアップアーティスト：稲垣亮弐（maroonbrand）
- コレオグラファー：MIKIKO
- プロデューサー：高山宏司
- 制作プロダクション：クレイ（c.ray.co.jp）

【8/17 DAOKO THE LIVE！ LIVE映像】
- DAOKO DOTS DIMENTION
  - ギター：栫義治
  - ベース：前田竜希
  - マニピュレーター：浦本雅史
  - VJ：Yuichiro Saeki
- ディレクター：IKUO YAMAMOTO

【日本アニメ（ーター）見本市 サードシーズン「GIRL」】
- 原案 / 絵コンテ / 監督：吉崎響
- キャラクターデザイン / 作画監督：井関修一
- イメージボード：品川宏樹
- 色彩設計 / 色指定：角美智子
- 美術監督：中村千恵子
- 撮影監督：平林奈々恵
- タイトルデザイン：永易直樹（FARVE）
- 編集：吉崎響
- 文字協力：DAOKO
- 音楽制作：TOY'S FACTORY
- 音響監督：山田陽（サウンドチーム・ドンファン）
- 効果：野口透（アニメサウンド）
- プロデューサー：緒方智幸
- アニメーション制作：スタジオカラー

## 特典

### 店舗別予約・購入者特典
『さみしいかみさま / ShibuyaK』の販促企画として実施されたキャンペーン。3形態それぞれの予約・購入者を対象に先着で店舗別オリジナル特典がプレゼントされた。
- 【TOWER RECORDS】
  - オリジナルA5クリアファイル
- 【TSUTAYA RECORDS】
  - オリジナルクリアしおり
- 【HMV】
  - オリジナル缶バッジ
- 【全国CD・オンラインショップ】※上記及び一部ショップ除く
  - オリジナルステッカー

※初回限定盤A 追加特典
- 【アニメイト】
  - 初回盤Aスリーブ絵柄B4ポートレート
- 【全国CD・オンラインショップ】※アニメイト及び一部ショップ除く
  - 初回盤Aジャケットステッカー

### 初回限定封入特典
『さみしいかみさま / ShibuyaK』の初回限定封入特典として実施されたトリプル購入者限定スペシャルライブ応募キャンペーン。3形態すべての初回生産分に封入されている応募券のシリアルナンバー3つを特設WEBサイトに入力すると、抽選でスペシャルライブに招待された。スペシャルライブは2015年11月28日に渋谷PARCO PART1 六階の「2.5D Studio」で開催され、DAOKOのミニライブとサイン会が行われた。